# Роган, Питер
Питер Роган (англ. Peter Rogan MHM, 10 августа 1886 года, Гибралтар, Великобритания — 1 декабря 1970 года, Камерун) — первый католический епископ епархии Буэа с 15 марта 1939 года по 18 августа 1961 года. Член монашеской конгрегации «Миссионерское общество святого Иосифа из Милл-Хилла». Внёс значительный вклад в школьное образование в Буэа.

## Биография
Родился в 1886 году в многодетной семье военнослужащего в Гибралтаре. После получения школьного образования обучался в семинарии монашеской конгрегации «Миссионерское общество святого Иосифа из Милл-Хилла» в Лондоне. 25 июля 1909 года был рукоположён в священники. 26 июня 1925 года Римский папа Пий XI назначил его ординарием апостольской префектуры Буэа.
Занимался строительством кафедрального собора Соппо, которое было завершено в 1928 году. Организовывал приходские школы при католических храмах. При его участии были открыты католические миссии в Тико (1929), Мбетте (1937), Фианго (1936), в Мбонге и Муюке (1943) и Томбеле (1947). По его инициативе в Буэа до 1937 года было открыто более сорока начальных школ, в которых введено обучение в начальных классах на местном языке. В 1938 году основал в Божонго первую среднюю школу для мальчиков, которая в 1939 году была переведена в Зассе и преобразована в колледж Святого Иосифа.
19 апреля 1939 года апостольская префектура Буэа была преобразована в апостольский викариат и римский папа Пий XI назначил его апостольским викарием Буэа и титулярным епископом Акмонии. 18 июня 1939 года состоялось его рукоположение в епископы, которое совершил епископ Оссори Патрик Колльер в сослужении с епископом Килдэра и Лейхлина Томасом Кео (Thomas Keogh) и епископом Килмора Патриком Лайонсом (Patrick Lyons).
В 1947 году открыл в Буэа начальную семинарию Святого Семейства для подготовки местных священнослужителей. В 1947 году рукоположил в священники первого англоязычного камерунца Алоизия Ванкуи.
18 апреля 1950 года Римский папа Пий XII выпустил буллу «Laeto accepimus», которой преобразовал апостольский викариат Буэа в епархию и Питер Роган стал первым епископом епархии Буэа.
18 августа 1961 года подал в отставку с назначением титулярным епископом Нициуса. Проживал в Камеруне. Умер в декабре 1970 года.
Память
В Буэа с 1964 года действует малая семинария имени Питера Рогана.